# Parkia biglobosa
Parkia biglobosa (Engels: African Locust Bean) is een plantensoort uit de vlinderbloemenfamilie (Leguminosae). Het is een bladverliezende boom met een dichte, brede en spreidende kroon. De kroon is parapluvormig en bestaat uit zware takken. De boom kan een groeihoogte van 7 tot 20 meter bereiken. Uitzonderlijke exemplaren kunnen tot 30 meter hoog worden. De veelal korte stam is meestal recht en cilindrisch, met takken die laag naar beneden hangen. Er is vaak een penwortel aanwezig, met zijwortels die zich tot 10 meter of soms 20 meter vanaf de stam uitstrekken. Aan de boom groeien rozebruine tot donkerbruine peulen, die ongeveer 45 centimeter lang en 2 centimeter breed worden.
De soort komt voor van tropisch West-Afrika tot in Zuid-Soedan. Hij komt voor in open bossen, op savannes, rotsachtige hellingen en steenachtige bergkammen. De boom wordt vaak in en rond dorpen en landbouwgebieden aangeplant, waar hij schaduw en beschutting biedt voor mensen en gewassen. De soort staat op de Rode Lijst van de IUCN geklasseerd als 'niet bedreigd'.
Delen van de boom worden gewoonlijk in het wild geoogst voor lokaal gebruik als voedsel en medicijn en ook als handelswaar. De peulen bevatten een zoete, geelkleurige, meelachtige pulp die vers kan worden gegeten en verwerkt wordt tot snoepjes en dranken. De zaden uit de peulen worden gefermenteerd om dawadawa te maken, een zwart sterk ruikend voedingsmiddel. Van gedroogde zaden wordt een koffiesurrogaat gemaakt. De schors wordt gebruikt als mondspoeling en wordt geweekt in baden tegen melaatsheid en andere huidziekten. Van de bladeren en wortels wordt een lotion gemaakt om pijnlijke ogen, brandwonden en aambeien te behandelen. Kleine takjes worden gebruikt om de tanden schoon te maken. Verder worden gekookte peulen gebruikt om aardewerk zwart te verven en de houtas wordt gebruikt als bron van potas bij het maken van zeep en indigokleurstof. Het hout is witachtig van kleur en wordt gebruikt voor carrosserieën van voertuigen en landbouwwerktuigen, dozen, kratten en vaten, meubels, vijzels en stampers, kommen, planken en houtsnijwerk.

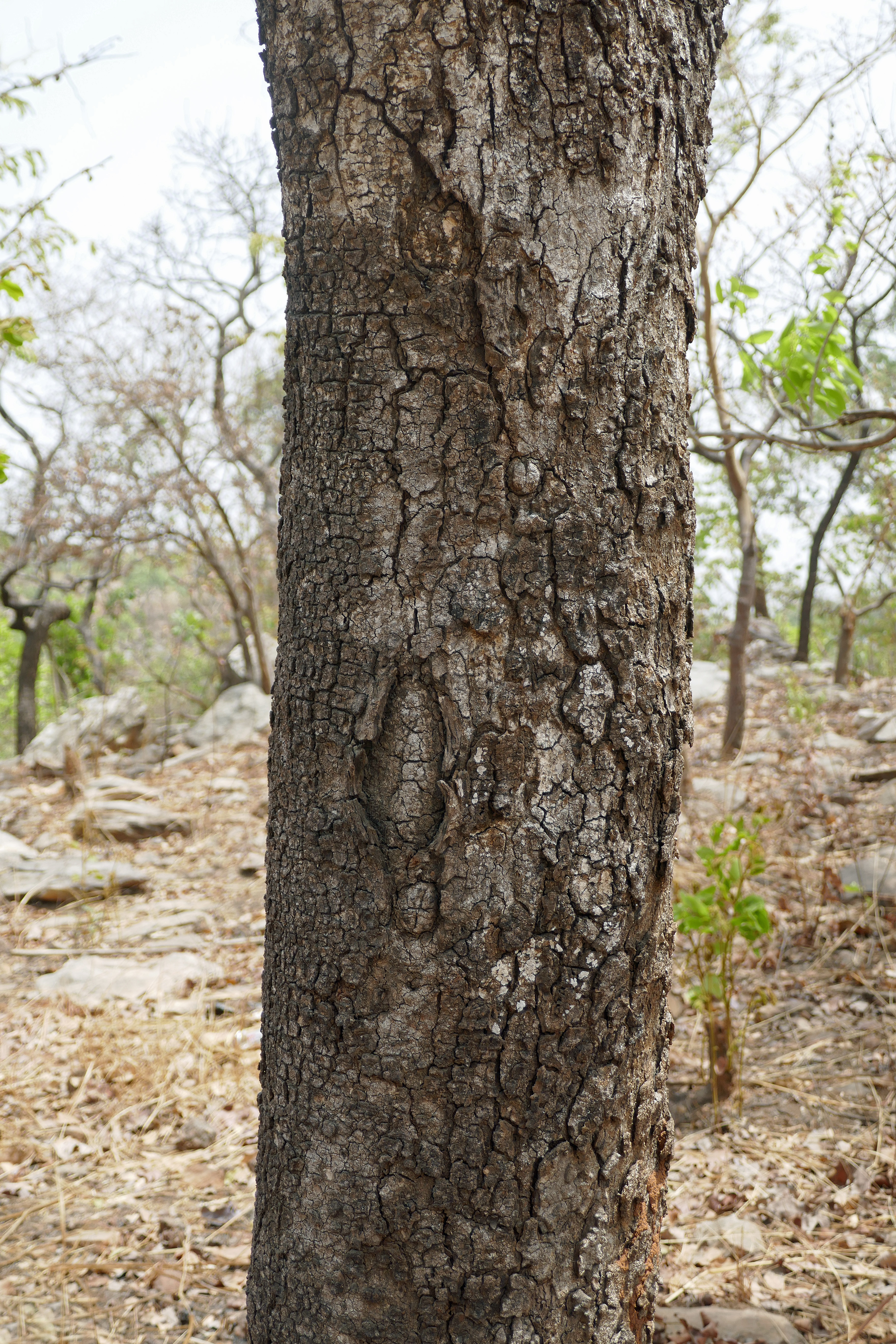
Schors
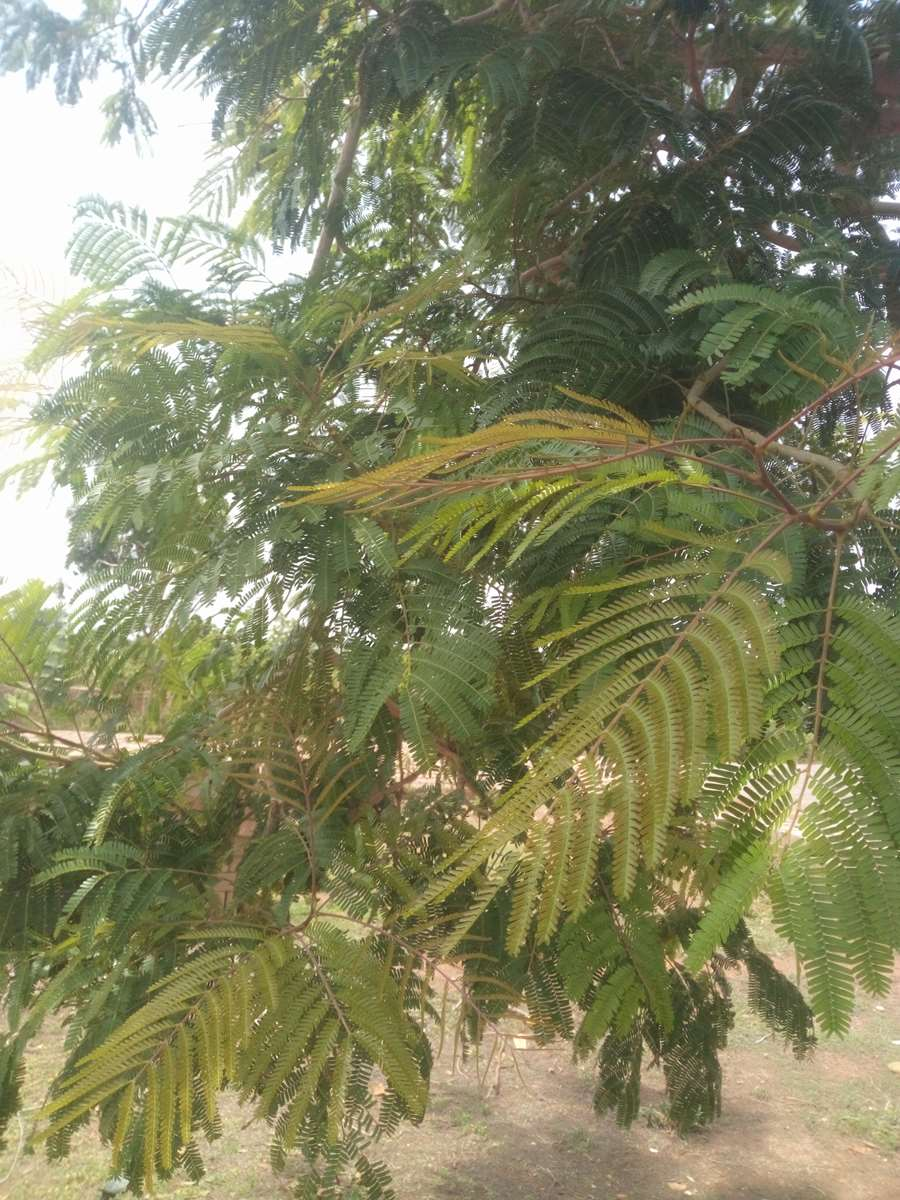
Loof
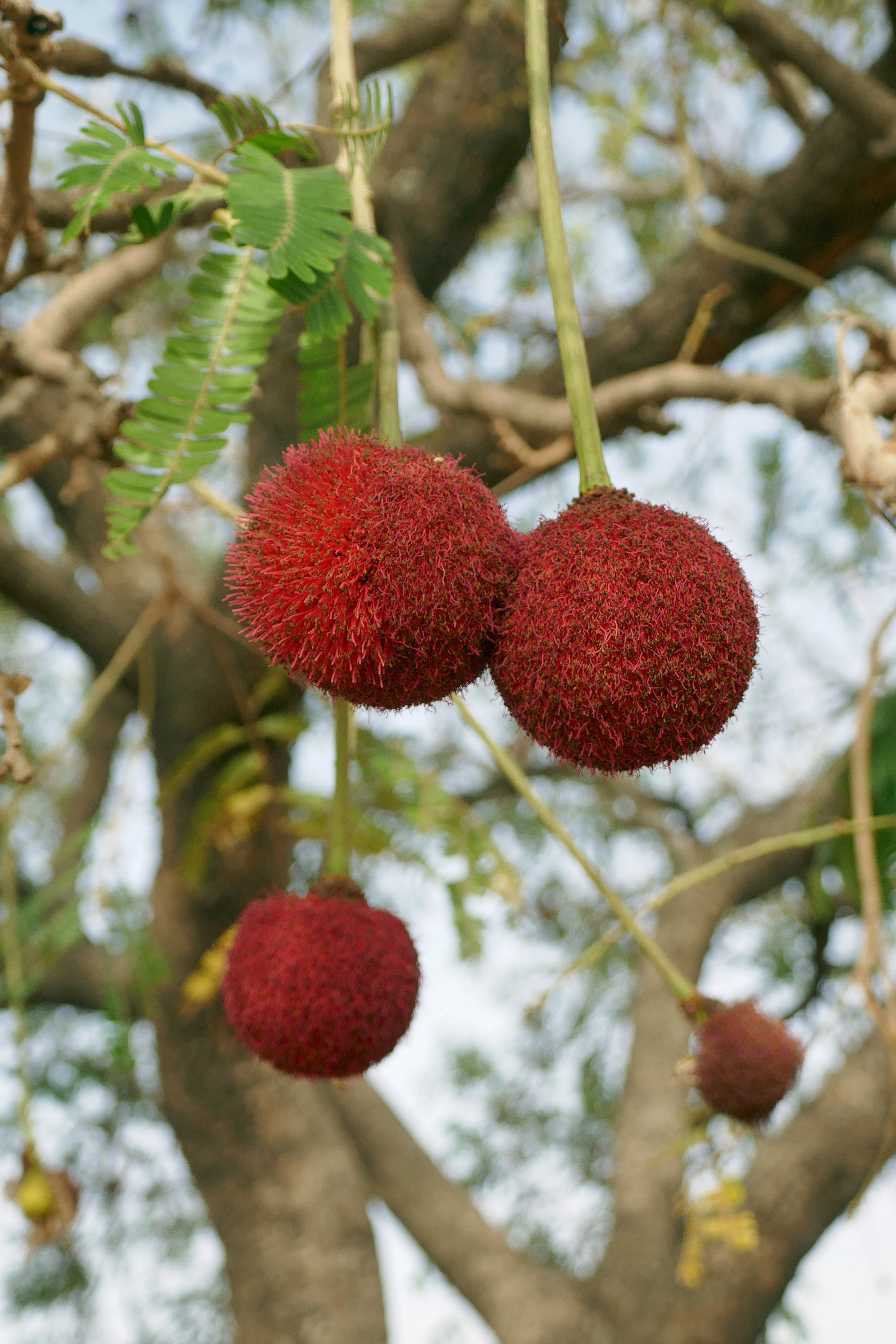
Bloemen
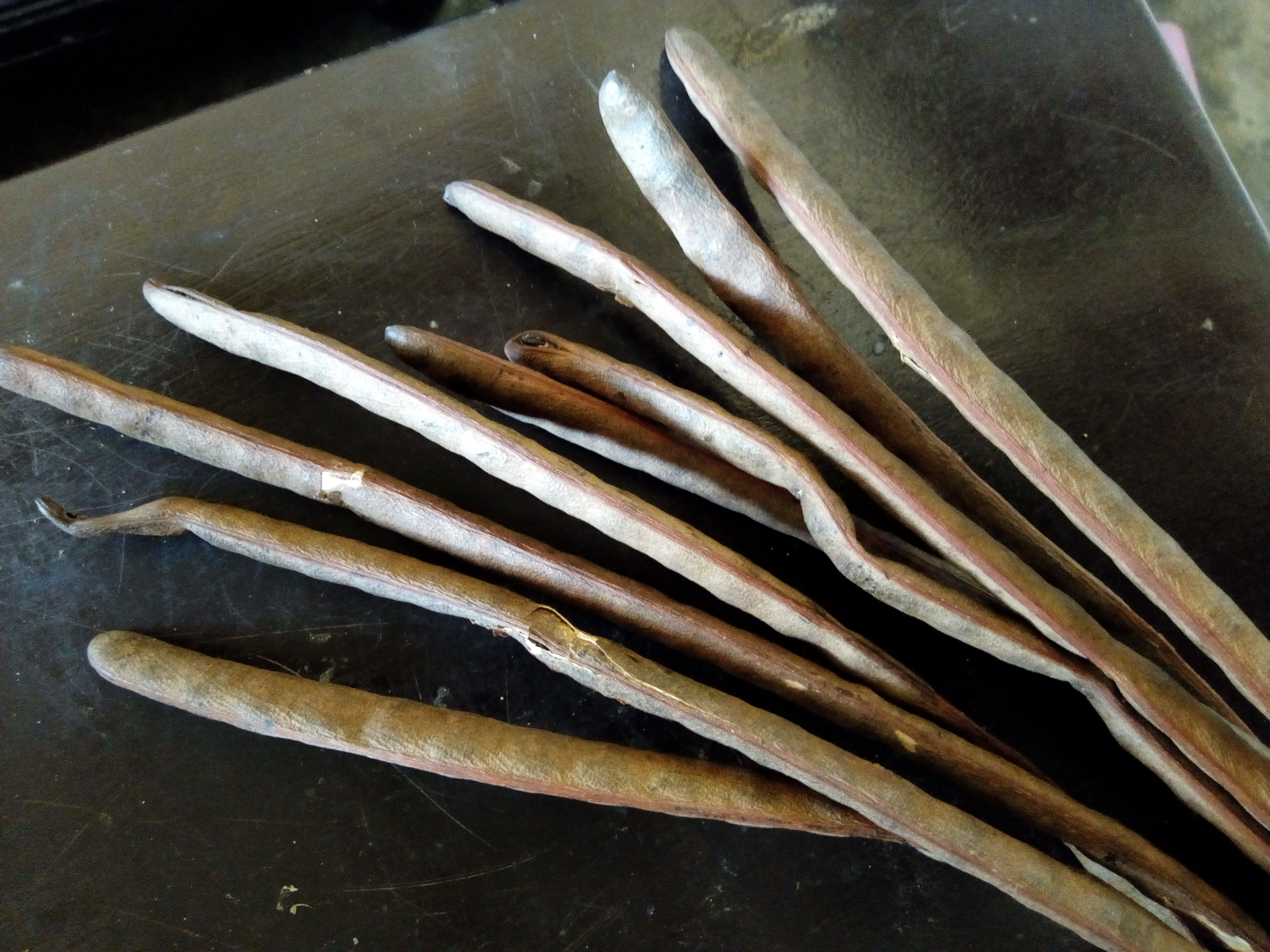
Peulen